# 本橋圭太
本橋 圭太（もとはし けいた、1967年 - ）は、アズバーズ所属の日本のテレビドラマ監督である。千葉県立佐倉高等学校卒。明治大学文学部卒業。1992年入社。

## 主な作品

### 演出

#### テレビドラマ
- TOKYO23区の女（1996年、フジテレビ/アズバーズ）
- 走れ公務員!（1998年、フジテレビ/共同テレビ）
- 安岡課長の殺人会議（1999年、フジテレビ/アズバーズ）
- es 危険な扉-愛を手錠で繋ぐ時-（2001年、テレビ朝日/アズバーズ）
- 示談交渉人甚内たま子裏ファイル1・3・4（2001年 - 、TBS/ジョーカー）
- G-taste 看護婦・瀬能明日香（2001年、テレビ朝日/アズバーズ）
- 九龍で会いましょう（2002年、テレビ朝日/アズバーズ）
- 京都喰い道楽 古本屋探偵ミステリー1・2（2002年 - 、フジテレビ/大映テレビ）
- マルサ!!東京国税局査察部 （2003年、関西テレビ/アズバーズ）
- 宗像教授の伝奇考2・3（2003年 - 、TBS/ジョーカー）
- こちらお客様相談室 クレーム1!（2005年、フジテレビ/アズバーズ）
- On line マジカルコミュニケーション（2005年、BSフジ/アズバーズ）
- 労働基準監督官 和倉真幸（2005年、フジテレビ/アズバーズ）
- 小悪魔な女になる方法（2005年、関西テレビ/アズバーズ）
- 京都南署鑑識ファイル1・2・3（2005年、テレビ朝日/アズバーズ）
- ブスの瞳に恋してる（2006年、関西テレビ/ホリプロ）
- 日向夢子調停委員事件簿4（2006年、フジテレビ/アズバーズ）
- 美貌のメス 脳神経外科医・津山慶子（2007年、日本テレビ/ホリプロ）
- くうねるところすむところ〜恋するニッカボッカ・ガール〜（2007年、関西テレビ/アズバーズ）
- 牛に願いを Love&Farm（2007年、関西テレビ）
- 妻たちからの三行半〜夫たちの(秘)離婚回避マニュアル〜（2008年、フジテレビ/アズバーズ）
- コインロッカー物語（2008年、テレビ朝日/国際放映）
- Cafe吉祥寺で（2008年、 テレビ東京/国際放映）
- ありがとう!チャンピイ（2008年、フジテレビ/アズバーズ）
- 赤い霊柩車23・24・25・27・28・30・33（2008年 - 、フジテレビ/大映テレビ）
- 福家警部補の挨拶（2009年、NHK/メディアプルボ）
- ハンサム★スーツ THE TV（2009年、関西テレビ/ホリプロ）
- ダンディ・ダディ?〜恋愛小説家・伊崎龍之介〜（2009年、テレビ朝日/ホリプロ）
- 女かけこみ寺 刑事・大石水穂2（2009年、テレビ東京/ホリプロ）
- リアル・クローズ（2009年、関西テレビ/ザ・ファーム）
- 逆送致（2010年、フジテレビ）
- 逃亡弁護士（2010年、関西テレビ/ホリプロ）
- 霊能力者 小田霧響子の嘘（2010年、テレビ朝日/ホリプロ）
- 司法教官・穂高美子（2011年 - 、テレビ朝日/松竹）
- DOCTORS〜最強の名医〜（2011年 - 、テレビ朝日/アズバーズ）
- ハングリー!（2012年、関西テレビ/ホリプロ）
- おトメさん（2013年、テレビ朝日/MMJ）
- 緊急取調室（2014年 - 、テレビ朝日/国際放映）
- 死神くん（2014年、テレビ朝日/ジャンゴフィルム）
- 新・刑事吉永誠一（2014年、テレビ東京）
  - 刑事 吉永誠一 ファイナル（2016年）
- 私たちがプロポーズされないのには、101の理由があってだな（2014年 - 、LaLa TV/ホリプロ）
- 切り裂きジャックの告白 〜刑事 犬養隼人〜（2015年、ABCテレビ/泉放送制作）
- 民王（2015年、テレビ朝日/アズバーズ）
  - 民生スペシャル〜新たなる陰謀〜（2016年）
- サイレーン 刑事×彼女×完全悪女（2015年、カンテレ）
- グッドパートナー 無敵の弁護士（2016年、テレビ朝日/アズバーズ）
- とげ 小市民 倉永晴之の逆襲（2016年、東海テレビ/ユニオン映画制作著作）
- 年の瀬恋愛ドラマ 第1夜「緊Q不倫速報」（2016年、テレビ朝日）
- 黒革の手帖（2017年、テレビ朝日/アズバーズ）
- ラストチャンス 再生請負人（2018年、テレビ東京/アズバーズ）
- 健康で文化的な最低限度の生活（2018年、カンテレ）
- 1ページの恋（2019年、AbemaTV/九州朝日放送）
- 恋と就活のダンパ（2019年、NHK BSプレミアム）
- TWO WEEKS（2019年、カンテレ/ホリプロ）
- ケイジとケンジ〜所轄と地検の24時〜（2020年、テレビ朝日/アズバーズ）
- 月曜プレミア8 ドラマスペシャル 堂場瞬一サスペンス ラストライン 刑事 岩倉剛（2020年、テレビ東京/アズバーズ）
- ドラマスペシャル お花のセンセイ（2020年、テレビ朝日/ユニオン映画）
- 刑事アフター5（2020年10月1日、テレビ朝日/松竹）
- 漂着者（2021年、テレビ朝日/アズバーズ）
- アンメット ある脳外科医の日記（2024年、カンテレ・フジテレビ/MMJ）
- しょせん他人事ですから 〜とある弁護士の本音の仕事〜（2024年、テレビ東京/テレパック）
- 御曹司に恋はムズすぎる（2025年、カンテレ・フジテレビ/ストームレーベルズ/ホリプロ）
- ムサシノ輪舞曲（2025年、テレビ朝日/ストームレーベルズ/MMJ）

#### 映画
- 逃亡くそたわけ 21歳の夏（2007年）

### 演出補/監督助手

#### テレビドラマ
- ドラマ30 / 泣かないでママ（1994年、CBC / 東阪企画）

#### 映画
- ホワイトアウト（2000）

## 受賞歴
- 第86回ザテレビジョンドラマアカデミー賞監督賞（2015年『民王』）[1]